# Haleneranki, Puttur
Haleneranki là một làng thuộc tehsil Puttur, huyện Dakshina Kannada, bang Karnataka, Ấn Độ.